# آن دوانگ
آن دوانگ (فرانسوی: Anh Duong‎؛ زادهٔ ۲۵ اکتبر ۱۹۶۰) بازیگر، مدل و هنرمند اهل ایالات متحده آمریکا است.
آن دوانگ در پاریس از پدری ویتنامی و مادری اسپانیایی زاده شد و در سال ۱۹۸۸ میلادی به آمریکا (شهر نیویورک) مهاجرت کرد. او دانش‌آموختهٔ مدرسه هنرهای زیبا در پاریس است.

## گزیدهٔ فیلم‌شناسی
- تنها پسر زنده در نیویورک (۲۰۱۷)
- به نیویورک خوش آمدید (۲۰۱۴)
- رفتار درخور (۲۰۱۴)
- هنر عالی (۱۹۹۸)
- عروسی بهترین دوست من (۱۹۹۷)
- بوی خوش یک زن (۱۹۹۲)
- جواهرات تراش‌نخورده (۲۰۱۹)